# Venezuela nos Jogos Pan-Americanos de 2011
A Venezuela participou dos Jogos Pan-Americanos de 2011 em Guadalajara, no México.

## Medalhas
| Atleta                       | Esporte              | Prova                        | Medalha |
| ---------------------------- | -------------------- | ---------------------------- | ------- |
| Israel Rubio                 | Levantamento de peso | Até 69 kg masculino          | Ouro    |
| Miguel Uberto                | Ciclismo             | Corrida em estrada masculino | Prata   |
| José Lander Amleto Monacelli | Boliche              | Duplas masculinas            | Prata   |
| Jesus Lopez                  | Levantamento de peso | Até 62 kg masculino          | Prata   |
| Junior Sanchez               | Levantamento de peso | Até 69 kg masculino          | Prata   |
| Herbys Marquez               | Levantamento de peso | Até 94 kg masculino          | Prata   |
| Julio Luna                   | Levantamento de peso | Até 105 kg masculino         | Prata   |
| Yoel Morales                 | Levantamento de peso | Mais de 105 kg masculino     | Prata   |
| Betsi Rivas                  | Levantamento de peso | Até 48 kg feminino           | Prata   |
| Inmara Henriquez             | Levantamento de peso | Até 53 kg feminino           | Prata   |
| Emilio Torres                | Remo                 | Skiff simples masculino      | Bronze  |
| Jose Guipe Cesar Amaris      | Remo                 | Skiff duplo masculino        | Bronze  |
| Maria Alvarez                | Levantamento de peso | Até 75 kg feminino           | Bronze  |
| Olivia Nieve                 | Levantamento de peso | Mais de 75 kg feminino       | Bronze  |

## Desempenho

### Atletismo
Feminino
| Atleta         | Prova                         | Elim. | Elim. | Semifinal | Semifinal | Final   | Final |
| Atleta         | Prova                         | Tempo | Pos.  | Tempo     | Pos.      | Tempo   | Pos.  |
| -------------- | ----------------------------- | ----- | ----- | --------- | --------- | ------- | ----- |
| Rosa Rodriguez | Arremesso de martelo feminino |       |       |           |           | 64m78cm | 8º    |

### Badminton
| Atleta            | Evento               | 1ª fase                      | 2ª fase                         | Oitavas de final       | Quartas de final       | Semifinais             | Final                  | Pos.        |             |
| Atleta            | Evento               | Adversário e resultado       | Adversário e resultado          | Adversário e resultado | Adversário e resultado | Adversário e resultado | Adversário e resultado | Pos.        |             |
| ----------------- | -------------------- | ---------------------------- | ------------------------------- | ---------------------- | ---------------------- | ---------------------- | ---------------------- | ----------- | ----------- |
| Leonard Uzcategui | Individual masculino |                              | BRA Alex Tjong D 6-21, 8-21     | Não avançou            | Não avançou            | Não avançou            | Não avançou            | Não avançou |             |
| Kisbel Matute     | Individual masculino |                              | JAM Charles Pyne D 9-21, 9-21   | Não avançou            | Não avançou            | Não avançou            | Não avançou            | Não avançou |             |
| Luis Camacho      | Individual masculino |                              | BRA Daniel Paiola D 14-21, 9-21 | Não avançou            | Não avançou            | Não avançou            | Não avançou            | Não avançou | Não avançou |
| Everlyn Quintero  | Individual feminino  | MEX Naty Rangel D 4-21, 3-21 | Não avançou                     | Não avançou            | Não avançou            | Não avançou            | Não avançou            | Não avançou |             |

### Boliche
Duplas
| Atletas                         | Evento    | 1ª série | 1ª série | Final | Final |
| Atletas                         | Evento    | Res.     | Pos.     | Res.  | Pos.  |
| ------------------------------- | --------- | -------- | -------- | ----- | ----- |
| José Lander Amleto Monacelli    | Masculino | 2.470    | 2º       | 5.018 |       |
| Karen Marcano Patricia de Faria | Feminino  | 2.260    | 7º       | 4.813 | 5º    |

### Ciclismo

#### Estrada
| Atleta          | Evento                             | Final    | Final   |
| Atleta          | Evento                             | Tempo    | Posição |
| --------------- | ---------------------------------- | -------- | ------- |
| Miguel Uberto   | Corrida em estrada masculino       | 3:40:53  |         |
| Angie Gonzalez  | Corrida em estrada feminino        | 2:18:23  | 7º      |
| Danielys Garcia | Corrida em estrada feminino        | 2:18:23  | 11º     |
| Lilibeth Chacon | Corrida em estrada feminino        | 2:18:23  | 17º     |
| Tomas Gil       | Estrada contra o relógio masculino | 51:38.74 | 8º      |
| Danielys Garcia | Estrada contra o relógio feminino  | 28:54.94 | 9º      |

#### Moutain Bike
| Atleta            | Evento   | Tempo | Pos. |
| ----------------- | -------- | ----- | ---- |
| Liliana Uzcategui | Feminino |       |      |

### Levantamento de peso
Masculino
| Atleta         | Categoria      | Resultado (kg) | Resultado (kg) | Resultado (kg) | Posição |
| Atleta         | Categoria      | Arranque       | Arremesso      | Total          | Posição |
| -------------- | -------------- | -------------- | -------------- | -------------- | ------- |
| Jesus Lopez    | Até 62 kg      | 130            | 166            | 296 kg         |         |
| Junior Sanchez | Até 69 kg      | 145            | 165            | 310 kg         |         |
| Israel Rubio   | Até 69 kg      | 145            | 173            | 318 kg         |         |
| Jose Ocando    | Até 77 kg      | 140            | DNF            | DNF            | DNF     |
| Herbys Marquez | Até 94 kg      | 162            | 203            | 365 kg         |         |
| Julio Luna     | Até 105 kg     | 170            | 210            | 380 kg         |         |
| Yoel Morales   | Mais de 105 kg | 168            | 225            | 393 kg         |         |

Feminino
| Atleta            | Categoria     | Resultado (kg) | Resultado (kg) | Resultado (kg) | Posição |
| Atleta            | Categoria     | Arranque       | Arremesso      | Total          | Posição |
| ----------------- | ------------- | -------------- | -------------- | -------------- | ------- |
| Betsi Rivas       | Até 48 kg     | 73             | 96             | 169 kg         |         |
| Inmara Henriquez  | Até 53 kg     | 80             | 109            | 189 kg         |         |
| Maria Alvarez     | Até 75 kg     | 100            | 128            | 228 kg         |         |
| Yarvanis Herrera  | Até 75 kg     | 104            | 123            | 227 kg         | 4º      |
| Yaniuska Espinoza | Mais de 75 kg | 109            | 136            | 245 kg         |         |

### Lutas
| Atleta             | Evento              | Oitavas de final            | Quartas de final                 | Semifinais                | Repescagem ronda 1     | Repescagem ronda 2     | Final                                           | Pos.        |             |
| Atleta             | Evento              | Adversário e resultado      | Adversário e resultado           | Adversário e resultado    | Adversário e resultado | Adversário e resultado | Adversário e resultado                          | Pos.        |             |
| ------------------ | ------------------- | --------------------------- | -------------------------------- | ------------------------- | ---------------------- | ---------------------- | ----------------------------------------------- | ----------- | ----------- |
| Fernando Paredes   | Até 55 kg masculino |                             | GUA Juan Valverde V 7-0, 3-0     | Não avançou               | Não avançou            | Não avançou            | Não avançou                                     | Não avançou | Não avançou |
| Wilfredo Henriquez | Até 60 kg masculino | CUB Yowlys Bonne D 1-3, 0-6 | Não avançou                      | Não avançou               | Não avançou            | Não avançou            | Não avançou                                     | Não avançou | Não avançou |
| Elvis Fuentes      | Até 66 kg masculino | Bye                         | ARG Fernando Carranza V 6-0, 6-0 | PUR Pedro Soto D 0-2, 0-3 | BYE                    | BYE                    | Disputa pelo bronze: ECU Yoan Blanco D 0-1, 0-2 | Não avançou |             |

### Remo
| Atleta                                                      | Prova                          | Elim.   | Elim.     | Repescagem | Repescagem | Final   | Final         |
| Atleta                                                      | Prova                          | Tempo   | Pos.      | Tempo      | Pos.       | Tempo   | Pos.          |
| ----------------------------------------------------------- | ------------------------------ | ------- | --------- | ---------- | ---------- | ------- | ------------- |
| Emilio Torres                                               | Skiff simples masculino        | 7:20.46 | 2º/bat. 1 | 7:20.61    | 2º/rep. 1  | 7:07.03 |               |
| Jose Guipe Cesar Amaris                                     | Skiff duplo masculino          | 6:51.90 | 4º/bat. 1 |            |            | 6:36.81 |               |
| Jose Guipe Cesar Amaris Pedro Sanz Emilio Torres            | Skiff quádruplo masculino      | 6:33.67 | 6º/bat. 1 |            |            | 6:05.23 | 4º            |
| Andres Mora Irving Calles Jose Fernandez Agustin Betancourt | Quatro sem peso leve masculino | 6:42.68 | 5º/bat. 1 | 6:45.23    | 5º/rep. 1  | 6:37.90 | 9º/3º Final B |
| Jenesis Perez                                               | Skiff simples feminino         | 8:44.08 | 3º/bat. 2 | 8:49.09    | 4º/rep. 1  | 8:44.08 | 8º/2º Final B |

### Tiro com arco
| Atleta                                       | Evento               | Qualificatória | Qualificatória | Fase de 32                  | Oitavas de final         | Quartas de final        | Semifinais                   | Final                                   | Pos.        |
| Atleta                                       | Evento               | Pts.           | Pos.           | Adversário e resultado      | Adversário e resultado   | Adversário e resultado  | Adversário e resultado       | Adversário e resultado                  | Pos.        |
| -------------------------------------------- | -------------------- | -------------- | -------------- | --------------------------- | ------------------------ | ----------------------- | ---------------------------- | --------------------------------------- | ----------- |
| David Vilchez                                | Individual masculino | 1201           | 28º            | USA Joe Fanchin V 6-4       | BRA Xavier Rezende D 2-6 | Não avançou             | Não avançou                  | Não avançou                             | Não avançou |
| Elias Malave                                 | Individual masculino | 1310           | 9º             | GUA Julio Barillas V 6-0    | MEX Pedro Vivas V 6-2    | USA Brady Ellison D 0-6 | Não avançou                  | Não avançou                             | Não avançou |
| Manuel Diaz                                  | Individual masculino | 1242           | 22º            | MEX Luis Velez D 1-7        | Não avançou              | Não avançou             | Não avançou                  | Não avançou                             | Não avançou |
| Elias Malave Manuel Diaz David Vilchez       | Equipes masculinas   | 3731           | 7º             |                             | BYE                      | MEX México D 208-212    | Não avançou                  | Não avançou                             | Não avançou |
| Leidys Brito                                 | Individual feminino  | 1323           | 5º             | BRA Michelle Acquesta V 7-1 | PUR Maria Cardoza V 7-1  | COL Paola Ramirez V 6-2 | MEX Alejandra Valencia D 2-6 | Disputa do bronze: MEX Aida Roman D 1-7 | 4º          |
| Saraneth Rivera                              | Individual feminino  | 1259           | 14º            | BRA Sarah Nikitin D 3-7     | Não avançou              | Não avançou             | Não avançou                  | Não avançou                             | Não avançou |
| Yerubi Suarez                                | Individual feminino  | 1206           | 26º            | CAN Kateri Vrakking D 0-6   | Não avançou              | Não avançou             | Não avançou                  | Não avançou                             | Não avançou |
| Yerubi Suarez Saraneth Rivera \|Leidys Brito | Equipes femininas    | 3788           | 3º             |                             | BYE                      | ARG Argentina V 198-191 | USA Estados Unidos D 204-211 | Disputa pelo bronze: CUB Cuba D 198-201 | 4º          |

### Voleibol
Masculino
| Equipe | Equipe | Fase de grupos                    | Fase de grupos | Quartas                | Semifinal              | Final                  | Pos. |
| Equipe | Equipe | Adversário e resultado            | Pos.           | Adversário e resultado | Adversário e resultado | Adversário e resultado | Pos. |
| ------ | ------ | --------------------------------- | -------------- | ---------------------- | ---------------------- | ---------------------- | ---- |
|        |        | MEX México CUB Cuba ARG Argentina |                |                        |                        |                        |      |

Legenda
| Recorde mundial                  | Recorde mundial (World record)               |                       | Recorde africano                      | Recorde africano (African) |                                           | Q | Classificado por posição (Qualified) |
| Recorde dos Jogos Pan-Americanos | Recorde pan-americano (Pan-American record)  | Recorde da América    | Recorde da América (Americas)         | q                          | Classificado por melhor tempo (Qualified) |   |                                      |
| Melhor marca do ano              | Melhor marca do ano (World leading)          | Recorde asiático      | Recorde asiático (Asian)              | DNS                        | Não largou (Did not start)                |   |                                      |
| Recorde nacional                 | Recorde nacional (National record)           | Recorde europeu       | Recorde europeu (European)            | DNF                        | Não terminou (Did not finish)             |   |                                      |
| Recorde pessoal                  | Recorde pessoal do atleta (Personal best)    | Recorde da Oceania    | Recorde da Oceania (Oceania)          | DSQ / DQ                   | Desclassificado (Disqualified)            |   |                                      |
| Recorde da temporada             | Recorde da temporada do atleta (Season best) | Recorde sul-americano | Recorde sul-americano (South America) | NM                         | Sem marca (No mark)                       |   |                                      |